# 遊☆戯☆王デュエルモンスターズGX タッグフォースエヴォリューション
『遊☆戯☆王デュエルモンスターズGX タッグフォースエヴォリューション』（ゆうぎおうデュエルモンスターズジーエックス タッグフォースエヴォリューション）は、コナミデジタルエンタテインメントから2007年12月6日に発売されたPlayStation 2用ゲームソフト。PlayStation Portable (PSP) 版『遊☆戯☆王デュエルモンスターズGX タッグフォース』の移植作品である。
移植作品であるがさまざまな改変が行われており、収録カード数は「TACTICAL EVOLUTION」までと「GLADIATOR'S ASSAULT」の一部を収録した2889枚に増加している。PSPで発売された『遊☆戯☆王デュエルモンスターズGX タッグフォース2』とのUSBコネクトによる連動要素に対応し一部キャラクターが使用可能となる。同梱される限定カード3種は新たなものに変更されている。
なお、PSP版とは違い、本作品にはOP主題歌が存在せずキャラクターボイスが一切収録されていない。このことは発売前には一切告知されていなかったため、知らずに購入したユーザーの間で混乱を招いた。公式サイトに「PSP版とは仕様に違いがございます」との告知が出たのは発売後であり、現在も公式サイトには「キャラクターボイスが無い」という具体的な説明はない。